# Mehboob Khan

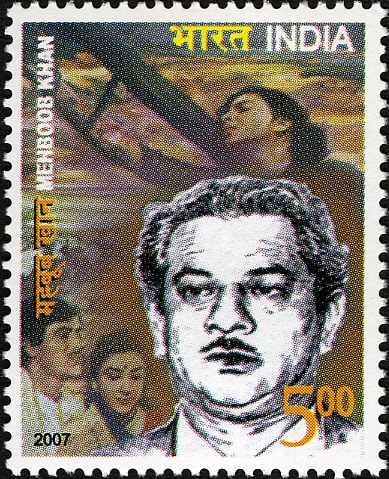
Mehboob Khan auf einer Briefmarke (2007)

Mehboob Khan (Hindi: महबूब ख़ान, Mahbūb Khān; bürgerlicher Name: Ramjan Khan; * 1906 in Bilimoria, Gujarat; † 28. Mai 1964 in Mumbai, Maharashtra) war ein indischer Filmregisseur.
Ohne Schulausbildung lernte Khan sein Handwerk direkt beim Film. Ab 1927 war er als Statist in der Filmbranche tätig. 1935 drehte er seinen ersten Film, Judgement of Allah, als Regisseur. Mit Ek Hi Rasta (1939) behandelte er erstmals soziale und politische Belange, eine Thematik von der ein Großteil seines Werks geprägt ist. Aurat (1940), Bahen (1941) und Roti (1942) – eine kapitalismuskritische Parabel, die das monetäre Wertesystem in Frage stellt – entsprechen diesem Muster.
Mit der Dreiecksgeschichte Andaz (1949, mit Dilip Kumar, Raj Kapoor und Nargis) und Aan (1952, mit Dilip Kumar und Nadira) war Mehboob Khan kommerziell sehr erfolgreich. Letzterer Film war sein erster Farbfilm, er wurde auch in London gezeigt. 1957 erschien Mother India, ein Remake seines Filmes Aurat, über das Leben der indischen Bäuerin Radha (Nargis). Der Film wurde mit drei Filmfare Awards prämiert, darunter für den Besten Film und die Beste Regie, und fand internationale Aufmerksamkeit. Mother India war der erste indische Film, der für einen Oscar nominiert wurde.